# Усилительный каскад с общей базой
Усили́тельный каска́д с о́бщей ба́зой (аббревиатура — ОБ) — одна из трёх типовых схем построения электронных усилителей с применением биполярного транзистора.
Соответствует усилителю (каскаду) с общим затвором в случае применения полевого транзистора или каскаду с общей сеткой при использовании электровакуумного триода.
Характеризуется отсутствием усиления по току (коэффициент передачи немного меньше единицы), высоким коэффициентом усиления по напряжению и умеренным (по сравнению со схемой с общим эмиттером) коэффициентом усиления по мощности.
В этой схеме входной переменный усиливаемый сигнал подаётся на эмиттер, а выходной снимается с коллектора. Входное сопротивление каскада очень мало, а выходное — велико. Фазы входного и выходного сигналов при усилении периодического, например, гармонического сигнала совпадают при рабочих частотах ниже предельной частоты усиления по мощности. При работе вблизи предельной частоты фаза тока коллектора начинает отставать от фазы тока эмиттера, так как на прохождение неосновных носителей через базовый слой требуется конечное время.
Полезным свойством схемы с общей базой является минимальная среди трёх типовых схем усилителей паразитная отрицательная обратная связь с коллектора на базу, обусловленная эффектом Миллера, снижающая коэффициент усиления на высоких частотах, так как база транзистора по переменному току «закорочена» на «землю». Поэтому схема с общей базой наиболее высокочастотная среди двух других и часто используется для построения высокочастотных усилителей и генераторов, в том числе в диапазоне СВЧ.
Существенно, что термин «общая база» имеет в виду присоединение базы к «земле» именно для сигнала переменного тока. Фактически, в реальных схемах, база редко присоединяется непосредственно к «земле» электрически, а «закорачивание» её на «землю» осуществляется через блокировочный конденсатор достаточной ёмкости обеспечивающей его пренебрежимо малое реактивное сопротивление в диапазоне усиливаемых частот.

## Электрические параметры
- Коэффициент усиления по току:

{\displaystyle I_{\text{вых}}/{I_{\text{вх}}}=I_{\text{к}}/I_{\text{э}}=\alpha ,} {\displaystyle (\alpha <1),}
- Входное дифференциальное сопротивление (сопротивление для малого сигнала):

{\displaystyle r_{\text{вх}}=dU_{\text{вх}}/dI_{\text{вх}}=dU_{\text{эб}}/dI_{\text{э}}.}
Входное дифференциальное сопротивление для схемы с общей базой существенно зависит от тока эмиттера и относительно мало. Для маломощных транзисторов при малых токах базы не превышает сотни—единицы кОм, для мощных — единицы—десятки Ом, так как входная цепь каскада при этом представляет собой открытый эмиттерный p-n переход транзистора, вольт-амперная характеристика которого близка к таковой у прямосмещённого полупроводникового диода.
- Выходное дифференциальное сопротивление коллектора существенно выше чем у каскада с общим эмиттером, так как изменения напряжения на коллекторе при фиксированном напряжении на эмиттере относительно базы мало изменяют ток коллектора. Фактически, полное выходное дифференциальное сопротивление каскада представляет собой в эквивалентной схеме параллельное соединение коллекторного резистора и дифференциального выходного коллекторного сопротивления транзистора. Так как дифференциальное выходное коллекторное сопротивления транзистора обычно многократно больше сопротивления коллекторного резистора, то обычно оказывается, что выходное дифференциальное сопротивление каскада практически равно сопротивлению коллекторного резистора.

При включении в коллектор каскада ОБ колебательного контура при построении частотноизбирательного усилителя выходное коллекторное сопротивление слабо нагружает контур и поэтому меньше снижает его добротность.

## Преимущества и недостатки усилителя с общей базой
Достоинствами схемы являются стабильные температурные и частотные свойства, то есть параметры схемы (коэффициент усиления напряжения, тока и входное сопротивление) незначительно изменяются при изменении температуры окружающей среды, высокое выходное дифференциальное сопротивление.
Недостатками схемы являются малое входное дифференциальное сопротивление.